# Со (О-де-Сен)
Со (фр. Sceaux) — французская коммуна, южный пригород Парижа. Расположена в департаменте О-де-Сен, регион Иль-де-Франс, округ Антони. Город Со знаменит своим замком и обширным парком, разбитым по проекту Андре Ленотра.

## История

### Средние века

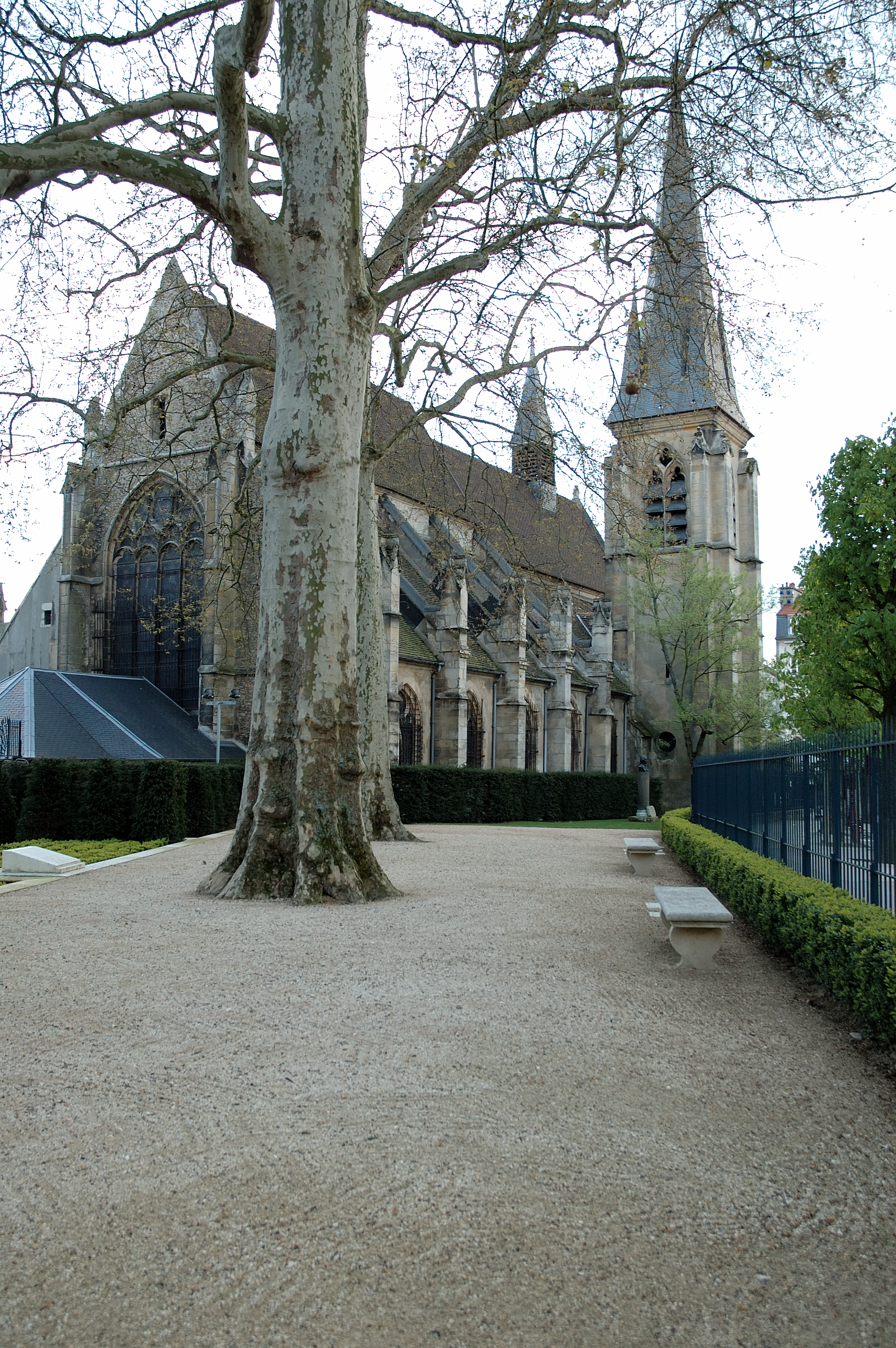
Церковь Св. Иоанна Крестителя

Первые сведения о поселении на территории Со относятся к XII в. В это время здесь возникло несколько хижин виноделов. Латинское название этих хижин (cellae) дало название всей деревне — Со (первоначально Ceaux, впоследствии Seaux). В 1170 году в деревне была построена часовня. Первое упоминание о существовании в Со приходской церкви Св. Иоанна Крестителя относятся к 1203 году и содержатся в хартии Эда де Сюлли, епископа Парижского. Основным занятием жителей Со в это время было земледелие и виноделие. До XV века Со находилось в подчинении капитула Собора Парижской Богоматери. У деревни не было светского сеньора, на её территории не существовало замка. В XV веке в деревне был построен загородный дом семьи Байе. Здесь в 1470 году Жан Байе принимал короля Людовика XI со свитой.

### Новое время
С 1597 года в Со поселилась семья Потье де Жевр, а в начале XVII в. на территории поместья был построен замок.
В 1670 г. часть деревни Со приобрел Жан-Батист Кольбер, министр финансов Людовика XIV, по приказу которого здесь был построен замок Со. Основная часть населения сконцентрировалась в западной части поселения. К началу XVIII в. население насчитывало около 500 человек, в основном, виноделов, торговцев, ремесленников. В начале XVIII в. в деревне возникла гончарная мастерская, превратившаяся к 1740 году в фабрику по производству керамических изделий. В 1758 года на фабрике работало 90 рабочих, половина из которых была жителями деревни Со.
В 1699 года поместье перешло к внебрачному сыну Людовика XIV, герцогу Мэнскому. В 1790 году на собрании 125 наиболее активных налогоплательщиков Со был избран первый мэр деревни, Ришар Гло, директор Мануфактуры фаянса и фарфора. В 1793 году замок Со был конфискован как национальное достояние. На его территории разместилась сельскохозяйственная школа. В том же году решением муниципалитета были прекращены богослужения в приходской церкви. С 1795 года богослужения возобновились.
С 1800 года Со становится административным центром супрефектуры. К 1812 года население Со насчитывает 1400 жителей. В 1846 году в Со была построена железнодорожная станция; это стало стимулом к быстрому развитию экономики коммуны. К середине XIX в. на территории Со существовало две фабрики (Мануфактура фаянса и фарфора и экипажная мастерская Булонь), а также типография. В 1870 году, во время Франко-прусской войны, Со было захвачено баварскими войсками. Значительные повреждения были нанесены замку и церкви, многие дома деревни разграблены. В 1885 году в Со открылся общеобразовательный мужской лицей Лаканаль, быстро получивший известность. К 1896 году число жителей достигло 3926 человек.

### XX век
После Первой мировой войны часть территории Со была выкуплена генеральным советом департамента Сены, здесь появилось множество частных домов с садами, с 1929 года образовавших квартал Парк. С 1930-х годов начинается активная урбанизация северной части Со. Строятся многоэтажные дома, преимущественно HLM, в результате чего в 1950-е годы наблюдается резкий скачок населения: с 10000 в 1946 году до почти 20000 в 1968 году. В 1934 году в квартале Блажи строится вторая церковь Со — церковь Св. Станислава, а в 1964 году западе коммуны — церковь Св. Батильды.

### Современное состояние
Население Со насчитывает 19 494 человека (данные на 1999 год). Коммуну возглавляет мэр, которым с марта 2001 года является Филипп Лоран. В администрацию входят также 9 помощников мэра, 18 муниципальных советников из набравшей большинство голосов муниципальной группы «Vivre à Sceaux» («Жить в Со») и 6 муниципальных советников из оппозиционной группы «Sceaux avenir — La voix des Scéens» («Будущее Со — Голос сеанцев»). На территории Со с 1994 года находится театральный центр «Близнецы» (Les Gémeaux).

## Замок и парк Со

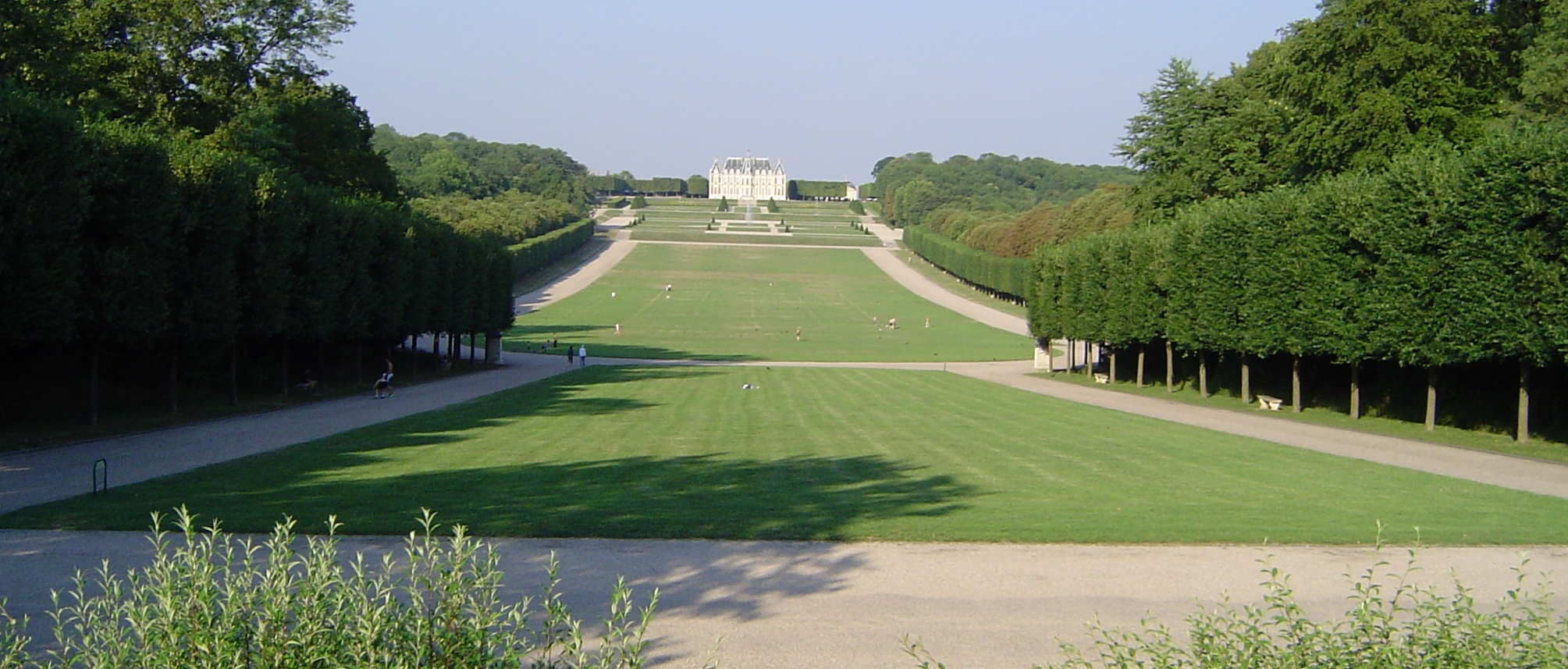
Парк Со

### Замок Кольбера
Первый замок на территории Со был построен в начале XVII века семьёй Потье Жевр в стиле Генриха IV или Людовика XIII. Приобретя в 1670 году часть деревни, Жан-Батист Кольбер расширил своё владение до ста гектаров. Перепланировка парка была поручена Андре Ленотру, архитектор замка неизвестен, возможно, им стал Антуан Лепотр. Главный корпус замка был построен Морисом Габриэлем и Жаном Жираром, капелла в южном крыле замка возводилась под руководством Клода Перро. В росписи интерьеров принимали участие Шарль Лебрен, Франсуа Жирардон, Жан-Батист Тюби и др. Главная ось парка Андре Ленотра более километра длиной вытянута с севера на юг параллельно главному фасаду замка. Парк украшен множеством статуй, бассейнами, фонтанами и павильонами.

### Замок маркиза Сеньеле
После смерти Кольбера в 1683 замок перешел к его сыну, маркизу де Сеньеле. При нём интерьеры замка приобрели более роскошный вид. В 1686 году по проекту Жюля Ардуэна-Мансара была построена Оранжерея, частично сохранившаяся до наших дней. Парк был существенно расширен, достигнув размеров в 225 га. Была проведена вторая ось, перпендикулярная первой, к 1691 был прорыт Большой канал, длиной 1140 м.

### Замок в XVIII в. и в эпоху Французской революции
В 1700 году владельцем замка стал герцог Мэнский, незаконный сын Людовика XIV и мадам де Монтеспан. По приказу его жены Анны Луизы Бенедикты, сделавшей замок Со своей главной резиденцией, Жак де Ла Гепьер построил в северной части парка Павильон-Зверинец (не сохранился).
В 1793 году, в связи с революцией, замок и парк были конфискованы как национальное достояние, на территории расположилась сельскохозяйственная школа. Большинство статуй были вывезены в музей Французских памятников Александра Ленуара. В 1798 году поместье приобрел торговец Жан-Франсуа-Ипполит Лекомт, по распоряжению которого около 1803 года обветшавший замок был разобран, а материалы распроданы.

### Замок маршала Мортье

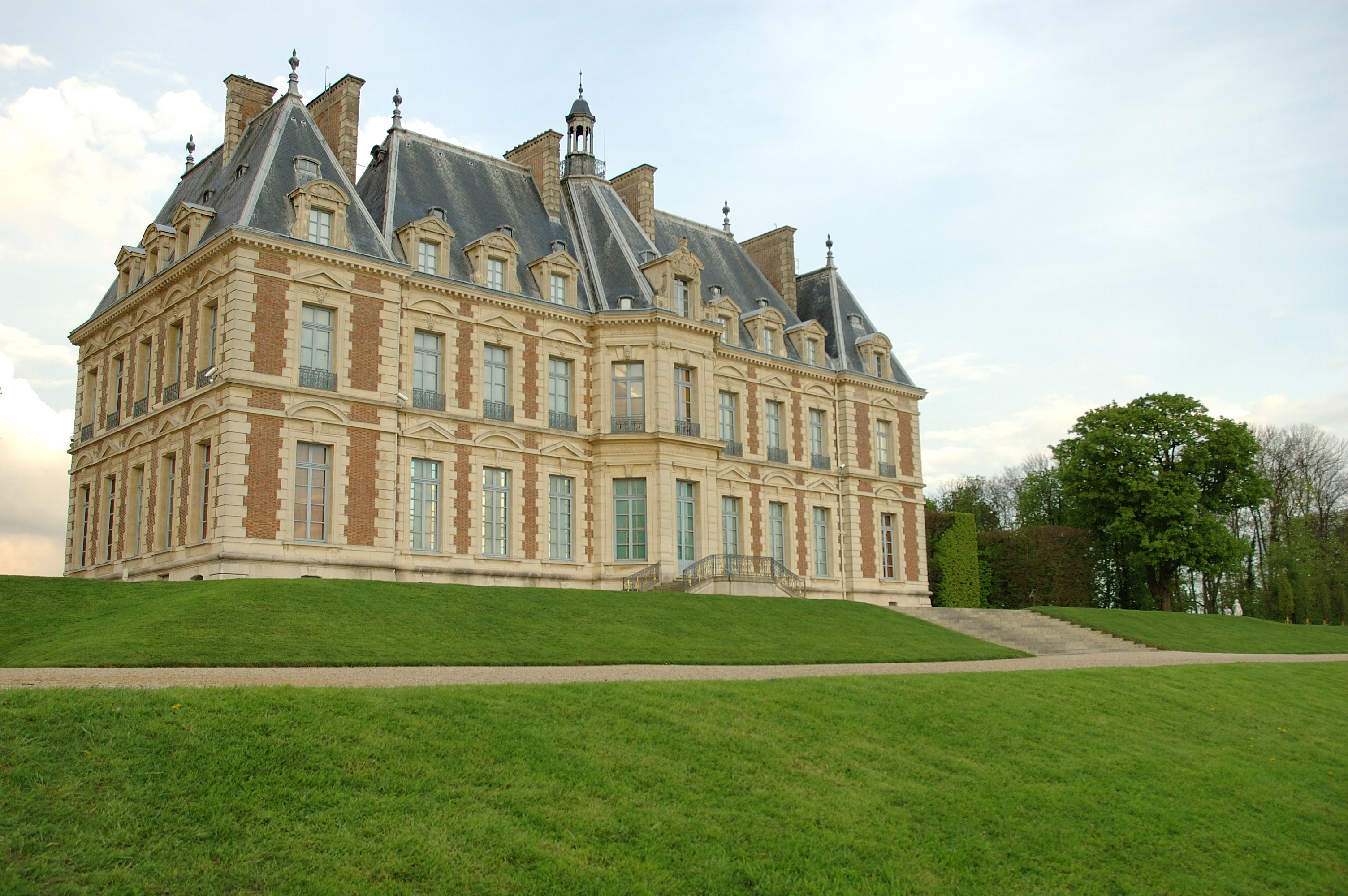
Замок Со. Современное состояние

В 1828 году замок переходит к зятю Лекомта наполеоновскому маршалу Мортье, герцогу Тревизскому. В 1835 году Мортье погиб во время покушения на короля Франции Луи-Филиппа. С 1856 по 1862 годы на месте бывшего замка Кольбера по проекту архитектора Огюста Теофиля Кантине под руководством Жозефа-Мишеля Ле Суфаше начинается строительство замка в стиле Людовика XIII, сохранившегося до наших дней. Восстанавливается парк по эскизам Ленотра.

### Современное состояние
В 1923 году тогдашняя владелица замка принцесса де Фосиньи-Систриа оказалась вынуждена продать своё владение. Решением Генерального совета департамента Сены замок был у неё приобретен, и началась его реставрация. Реставрационные работы начались в 1928 году под руководством архитектора Леона Азема. Парку были возвращены общие черты плана Ленотра. Восстановленный Большой каскад был украшен маскаронами работы Огюста Родена. Работы были завершены лишь в 1970-х годов. С 1937 года в замке размещается музей Иль-де-Франса. Парк открыт для посещения публики.

## Знаменитые жители Со
- Луи де Сильвестре, художник, родился в Со в 1675 году.
- Луи-Огюст де Бурбон, герцог Мэнский, сын Людовика XIV и мадам де Монтеспан; умер в Со в 1736 году.
- Жан-Батист Марино, деятель Великой французской революции, родился в Со в 1767 году.
- Симеон-Дени Пуассон, французский математик и физик, умер в Со в 1840 году.
- Огюстен Луи Коши, математик, умер в Со в 1857 году.
- Жан Морис Эмиль Бодо, французский инженер и изобретатель в области телеграфии, умер в Со в 1903 году.
- Пьер Кюри и Мария Склодовская-Кюри заключили брак в Со в 1895 году, жили здесь и похоронены в фамильном склепе семьи Кюри. В 1995 году их останки перевезены в Пантеон.
- Ирен и Фредерик Жолио-Кюри жили в Со и похоронены здесь в 1956 и 1958 годах.
- Ален Делон, актёр, родился в Со в 1935 году.
- Мари-Жорж Бюффе, женщина-политик, секретарь Французской коммунистической партии, родилась в Со в 1949 году.
- Филипп Лагери, французский священник, основатель Института Доброго Пастыря, родился в Со в 1952 году.